# Яскуль
 Яскуль  — деревня в Буинском районе Татарстана. Входит в состав Альшеевского сельского поселения.

## География
Находится в юго-западной части Татарстана на расстоянии приблизительно 21 км на юг по прямой от районного центра города Буинск.

## История
Основана в 1930-х годах.

## Население
Постоянных жителей насчитывалось: в 1938 году — 491, в 1949—378, в 1958—417, в 1970—553, в 1979—480, в 1989—150. Постоянное население составляло 148 человек (чуваши 98 %) в 2002 году, 138 в 2010.